# Adolphe Gutmann
Adolphe Gutmann o Wilhelm Adolf Gutmann (12 de gener de 1819 – 27 d'octubre de 1882) va ser un pianista i compositor alemany, deixeble i amic de Frédéric Chopin.
Gutmann va néixer a Heidelberg. Va arribar a París el 1834, a l'edat de 15, per estudiar amb Chopin, convertint-se en un dels alumnes favorits del compositor. Realitza en concert amb Chopin, Charles-Valentin Alkan i Pierre Joseph Zimmermann, amb la transcripció d'Alkan d'una part de la Setena Simfonia de Beethoven en un concert de 1838. Gutmann va rebre també la dedicatòria del Scherzo núm. 3, op. 39 de Chopin, publicat el 1839.
Gutmann va actuar com a copista d'una sèrie d'obres de Chopin, i va actuar com a missatger per fer arribar les cartes de Chopin a la seva família de Varsòvia. Els Estudis de Gutmann, la seva op. 12, estan dedicats a Chopin. Va estar present al llit de la mort de Chopin i conservà la copa amb la que el gran compositor va prendre el seu últim glop d'aigua. Tant ell com Alkan van rebre com a llegat les notes que Chopin havia compilat en la preparació d'un mètode d'ensenyament de piano. Gutmann va morir a La Spezia.

## Obres
Inspirat en l'estil del seu mestre, Gutmann és l'autor de diversos nocturns, i dotze estudis. Aquest estudis semblen anunciar l'arribada de l'impressionisme; dos dels seus estudis es diuen "Mar" i "La tempesta", i són rèpliques de l'Estudi op. 25, núm. 1 i l'Estudi revolucionari de Chopin. Totes les seves obres van ser molt populars en vida de l'autor; però amb el temps, aquesta popularitat es va anar esvaint.
- Nocturne Lyrique
- Nocturne núm. 7, op. 20
- Deux Nocturnes op. 8
- Deux Nocturnes op. 16
- Notturno grazioso op. 51